# فرانچسکو زاگاتی
فرانچسکو زاگاتی (زاده ۱۸ آوریل ۱۹۳۲ – درگذشته ۷ مارس ۲۰۰۹)، بازیکن فوتبال و مربی سابق ایتالیایی بود.
او معمولاً به عنوان یک مدافع لب خط رو به جلو و با قابلیت حضور در هر دو جناح زمین بازی می‌کرد و به عنوان بازیکنی سخاوتمند، سرسخت و سخت کوش شناخته می‌شد. او قادر بود با نفوذ از کناره‌ها، به هم تیمی‌های خود در عمق دفاع حریف پاس بدهد.

## دوران حرفه‌ای
زاگاتی دوران حرفه‌ای خود را در میلان آغاز کرد. او ابتدا فعالیت خود را در پریماورا میلان آغاز کرد، سپس در اول ژوئن ۱۹۵۲ برابر لاتزیو، برای نخستین بار در سری آ به میدان رفت. او تمام دوران فوتبال حرفه‌ای خود را در باشگاه میلان سپری کرد و در ادامه بازوبند کاپیتانی تیم را بدست آورد و همراه میلان ۴ اسکودتو، یک عنوان قهرمانی لیگ قهرمانان اروپا و یک عنوان قهرمانی جام لاتین را تصاحب کرد.
بعد از پایان دوران بازی، او به فعالیت خود در میلان به عنوان مربی تیم جوانان، و در ادامه استعدادیاب باشگاه ادامه داد. و همچنین در طول فصل ۸۲-۱۹۸۱ در تعدادی از مسابقات به عنوان سرمربی میلان ایفای نقش کرد. 
زاگاتی در هفتم مارس ۲۰۰۹ در سن ۷۶ سالگی، به دلیل ابتلا به هپاتیت درگذشت.

## افتخارات

### باشگاهی
- میلان[۲]
  - سری آ: ۵۵-۱۹۵۴، ۵۷-۱۹۵۶، ۵۹-۱۹۵۸، ۶۲-۱۹۶۱
  - لیگ قهرمانان اروپا: جام باشگاه‌های اروپا ۶۳–۱۹۶۲
  - جام لاتین: ۱۹۵۶

### فردی
- تالار افتخارات آ.ث. میلان[۱]